# Венев-Монастырь
Ве́нев-Монастырь — село в Венёвском районе Тульской области России.
В рамках административно-территориального устройства входит в Анишинский сельский округ Венёвского района, в рамках организации местного самоуправления включается в Центральное сельское поселение.

## География
Село находится на правом берегу в полутора километрах от реки Осётр, в 1 км от трассы Тула — Венёв. До Тулы 37 км (по автодороге), до районного центра Венёва — 17.

## История
Известно село тем, что здесь располагался мужской Свято-Никольский Венев монастырь, впервые письменно упомянутый за 1407 год в Степенной книге царского родословия (XVI в.). С 19 июля 1999 года здесь находится Свято-Никольский женский монастырь.

## Население
| 2010 |
| ---- |
| 34   |